# Alekséi Veliamínov

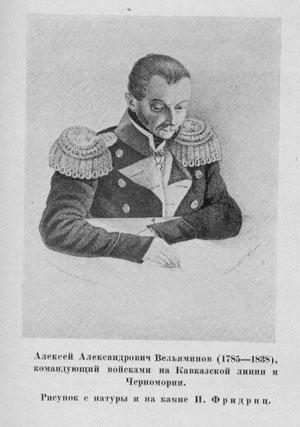
Alekséi Veliamínov

Alekséi Veliamínov (en ruso: Алексей Александрович Вельяминов, 1785-1838 fue un teniente general ruso que ejerció el papel de colaborador del general Alekséi Yermólov en la guerra del Cáucaso. Era el hermano menor de Iván Veliamínov (1771-1837).
Participó en la Guerra de la Tercera Coalición en 1805, en la guerra contra el Imperio otomano en 1810, y en la defensa contra la invasión napoleónica. Entre 1816 y 1827 participó en diversas operaciones contra los pueblos del Cáucaso y en la Guerra ruso-persa (1826-1828), destacando en la batalla de Yelizavetpol. En 1829 fue puesto a la cabeza del 16 Regimiento de Infantería que operaba en los Balcanes y asedió Shumen. En 1831 fue designado a cargo de la línea defensiva del Cáucaso, llevando a cabo frecuentes expediciones contra los pueblos montañeses entre ese año y 1838. Sus métodos fueron copiados, con algunas variaciones, por los siguientes encargados del Cáucaso, Aleksandr Bariátinski y Nikolái Evdokimov. Recibió la Orden de San Jorge de 3.ª y 4.ª clase.